# Festival internazionale Cinema giovani 1985
La 3ª edizione del Festival internazionale Cinema giovani si è svolta a Torino dal 12 al 20 ottobre 1985.
Il direttore di questa edizione è stato Gianni Rondolino.

## Sezioni

### Opere prime
- Akropolis Now, regia di Hans Liechti (1984) - Svizzera
- L'adolescente zucchero d'amore (Gazl El Banat), regia di Jocelyn Saab (1984) - Svizzera e Repubblica Federale Tedesca
- Terra gialla (Huang Tudi), regia di Chen Kaige (1984) - Italia e Danimarca
- Io o tu (Ich Oder Du), regia di Dieter Berner (1984) - Italia e Svizzera
- La guerra di mio padre (Der Krieg Meines Vaters), regia di Nico Hoffman (1984) - Francia
- Oriana, regia di Fina Torres (1985) - Giordania
- Giovane E senza misura (Richy Guitar Jung Und Taktlos), regia di Michael Laux (1985) - Francia
- Screamplay, regia di Rufus Butler Seder (1984) - USA
- Streetwalkin', regia di Joan Freeman (1985) - USA
- 3:15, regia di Larry Gross (1985) - USA
- L'attrazione di Filadelfia (Uramisten), regia di Péter Gárdos (1985) - Austria
- Gli Amanti Terribili (Les Amants Terribles), regia di Danièle Dubroux (1984) - Francia

### Tematiche giovanili
- Senza Respiro (Atemno), regia di Käthe Kratz (1984) - Svizzera
- Crossover Dreams, regia Di Leon Ichaso (1984) - USA
- Subentra La Controfigura (Dublior Nachinaiet Deistvovat), regia di Ernest Yasan (1984) USA
- Istanbul, regia di Marc Didden (1985) - Belgio
- Taipei Story - Pruno verde e cavalluccio di bambù (Qingmei Zhuma), regia di Edward Yang (1985) (Cina)
- 28 Up, regia di Michael Apted (1984) - Nuova Zelanda
- La via è questa o Euridice nelle strade (The Way it is o Eurydice in the Avenues), regia di Eric Mitchell (1984) - USA
- Willie, regia di Danny Lyon (1971) - (USA)
- Nato Per Il Cinema (Born to Film), regia di Danny Lyon (1942) - USA
- Tutta colpa delle stelle (Starstruck), regia di Gillian Armstrong (1982) - Spagna

### CM & MM
- Bessie, My Man, regia di Pietro Angelini (1985) - Italia
- Il gioco (Bileet), regia di Sakari Kirjavainen (1985) - Finlandia
- La casa fuori misura , regia di Giulia Ciniselli (1985) - Italia
- Doppio negativo (Double Negative), regia di Sam Irvin (1985) - USA
- È bella Venezia in settembre (Frumos e In Septembrie La Venetia), regia di Nicolae Caranfil (1983) - Romania
- Il tempio della montagna (Gaoshanmiao), regia di Dai Sijie (1984) - Italia e Danimarca
- L'Uomo Nei Pasticci (Man In De War), regia di Joost Ranzijn (1984) - Italia e Francia
- Shuffle, regia di Sogo Ishii (1981) - Brasile
- Marilyn, regia di Ralf Huettner - (1985) - Francia
- Nerzwölfe, regia di Ralf Huettner (1984) - Francia
- In Afrika Ist Muttertag, regia di Ralf Huettner (1984) - Francia
- All'inferno e ritorno in tempo per colazione (To Hell And Back In Time For Breakfast), regia di Conny Templeman (1985) - Nuova Zelanda
- Ali della morte (Wings Of Death), regia di Nichola Bruce e Michael Coulson (1985) - Nuova Zelanda

### Proposte
- Il diavolo sulle colline, regia di Vittorio Cottafavi (1984) - Italia
- Docu Drama, regia di Wim Wenders e Ronee Blakley (1984) - USA
- Una Famiglia Di Pazzi (Gyawfunshakazoku), regia di Sogo Ishii (1984) - Brasile
- Gelida Notte (Han Ye), regia di Que Wen (1984) - Italia e Danimarca
- Settembre (Jiu Vue), regia di Tian Zhuang Zhuang (1984) - Italia e Danimarca
- Rapporti Di Classe (Klassenverhältnisse), regia di Jean-Marie Straub e Danièle Huillet (1983) - Francia
- Il barcaiolo (Nag Bangkero), regia di Tikoy Aguiluz (1984) - Jugoslavia
- Cosa è successo a Kerouac? (What Happened To Kerouac?), regia di Richard Lerner e Lewis Mcadams (1984) - USA